# Rullmaskin
En rullmaskin är en maskin i ett pappersbruk där papperet skärs till olika bredder, och rullas upp till olika längder eller diameter efter kundens önskemål.
Papperet rullas först upp till en så kallad tambour på pappersmaskinen, den kan vara allt ifrån 3 till 12 meter bred och ha en papperslängd från 15 000 meter till 150 000 meter beroende på vad det är för papper som tillverkas, ytviktsområde och hur modernt bruket är. Dessa tambourer är inte kundanpassade, därför måste papperet bearbetas i en rullmaskin.
Tambouren lyfts från pappersmaskinen med hjälp av traverskran eller portalkran, och i vissa fall vänder man på rullen beroende på om man ska rulla papperet med virasidan in eller ut. Det kan även underlätta arbetet på rullmaskinen.
Papperet dras sedan in i rullmaskinen först över en ledvals för att sedan passera knivsystemet, och sedan eventuellt förbi fler valsar eller utbredningspaket, innan den slutligen rullas upp på hylsor, som har samma bredd som knivinställningarna. Längden väljs även specifikt till varje order.
Rullarna som blir hålls upp av två bärvalsar eller i modernare rullmaskiner av en stödvals.
Beroende på vikten av pappret och andra kvalitetsaspeketer ställs ett drag in som ligger mellan 400 och 600 N/m (för tidningspapper).
Tidningspappersrullar kan vara allt från 30 till 180 centimeter breda och innehålla allt från 8 000 till 20 000 meter papper, beroende på ytvikt och order. Om rullarnas bredd är låg dubbelpackas de oftast två och två tillsammans.
När rullarna är klara skickas de vidare på transportband för eventuell packning, för att slutligen lagras på ett lager, eller gå direkt till kund. På vissa bruk skickas rullarna också internt till arkskärmaskiner, där skärs papperet bland annat till A4 och A3, se Pappersformat